# James Cameron
James Francis Cameron (Kapuskasing, Ontario, 16 de agosto de 1954) es un director, guionista, productor de cine, editor de cine, filántropo y explorador marino canadiense.
Empezó en la industria del cine como técnico en efectos especiales y después fue guionista y director de la película de acción y ciencia ficción The Terminator (1984). Su popularidad le llevó a ser contratado como guionista y director de un proyecto de mayor presupuesto, Aliens (1986), y tres años después estrenó The Abyss, una odisea submarina. Siguió gozando del favor de crítica y público con Terminator 2: el juicio final (1991), alabada por sus efectos especiales. Después de dirigir el filme de espías True Lies (1994), se embarcó en su proyecto más ambicioso y exitoso hasta entonces, Titanic (1997), que se convirtió en la película con más recaudación de la historia y por la que fue ganador de tres premios Óscar, a mejor película, mejor director y mejor montaje. 
Después de Titanic, trabajó en su siguiente largometraje durante diez años, Avatar (2009), película épica de ciencia ficción que supuso un hito en el desarrollo del cine 3D, por la que fue nominado a otros tres premios Óscar a mejor película, mejor director y mejor montaje. En los años transcurridos entre Titanic y Avatar, trabajó en la creación de varios documentales submarinos y desarrolló un nuevo sistema de cámara digital 3D. Descrito como artista y científico, también ha aportado avances a filmaciones submarinas y vehículos ROV sumergibles. El 26 de marzo de 2012, descendió al punto más profundo de los océanos en la Tierra, el abismo de Challenger en la fosa de las Marianas, a bordo del sumergible Deepsea Challenger. Es la única persona que ha realizado esta gesta en solitario y la tercera que lo ha hecho jamás.
En total, las películas dirigidas por Cameron han recaudado alrededor de 2.000 millones de dólares en Norteamérica y 6.000 millones en todo el mundo. Sin ajustar a la inflación, Avatar es la película más taquillera de la historia del cine con 2.800 millones de dólares de recaudación. El cineasta canadiense también ostenta el récord de haber dirigido dos de las cinco únicas películas que han superado los 2000 millones de ganancias. En 2013, una nueva especie de rana descubierta en Venezuela, la Pristimantis jamescameroni, fue nombrada en su honor para reconocer sus esfuerzos en advertir sobre el deterioro medioambiental y su promoción pública del veganismo. El estilo de Cameron se centra mucho en el mundo onírico, la consciencia, el medioambiente, el mundo marino, los efectos especiales, el futurismo, etc. Y también por el gusto excesivo por representar situaciones duales en muchos de sus filmes, como pueden ser Terminator, Titanic y Avatar que son unos de sus trabajos más relevantes. Dicha dualidad podría considerarse como un reflejo de su pasión tanto por la ciencia como por el arte. En sus películas muestra personajes femeninos con un fuerte desarrollo en sus personalidades y personajes masculinos con una fuerte convicción.

## Biografía
Es hijo del ingeniero eléctrico Philip Cameron y la enfermera y artista Shirley Lowe. Su tatarabuelo paterno emigró de Balquhidder, Escocia, en 1825. Cameron creció en Chippawa, Ontario, y estudió en la Stamford Collegiate School de la localidad de Niagara Falls. Su familia se trasladó a Brea (California) en 1971, cuando James tenía diecisiete años. Cursó estudios secundarios en los institutos Sonora y Brea Olinda.
Desde pequeño mostró interés por la ciencia. Su vocación definitiva la encontró a la edad de quince años, al ver 2001: A Space Odyssey, de Stanley Kubrick, por la que quedó hipnotizado y fascinado por sus efectos visuales. Empezó a filmar con una cámara de 16 mm inventando aventuras espaciales y en un principio creando sobre todo sus propios efectos visuales, pronto ampliaría su habilidad para la dirección de películas, pero con conocimientos mínimos. En 1973 se matriculó en el Fullerton College para estudiar física, aunque después abandonó estos estudios para empezar literatura inglesa. Dejó de estudiar en 1974 y trabajó en varios lugares, incluso como mecánico y camionero, al tiempo que se dedicaba a la escritura. Fue en esta época cuando comenzó a aprender de manera autodidacta a crear efectos especiales: «Iba a la biblioteca de la Universidad del Sur de California y consultaba cualquier tesis que los graduados hubieran escrito sobre impresión óptica, proyección cinematográfica o transferencia de colorantes, lo que fuera sobre tecnología del cine. Me sentaba a leerlo y si me dejaban fotocopiarlo, lo hacía, y si no, tomaba notas».
En 1978 empezó su relación con Sharon Williams. Al año siguiente, cuando se estrenó Star Wars, decidió dedicarse a la industria cinematográfica. Ayudado por su amigo William Wisher, creó algunos proyectos, contratado por la empresa busca talentos New World Pictures comenzó como creador de efectos especiales. Pero su oportunidad de dirigir llegaría de la mano del productor italiano Ovidio G. Assonitis.

## Películas
De sus ocho películas, seis pertenecen al género de la ciencia ficción. Ya desde sus inicios mostró predilección por relatos futuristas. Dirigió el cortometraje Xenogénesis muy influenciado por 2001: Odisea en el espacio y por Star Wars.

### Piraña 2: los vampiros del mar
Mientras trabajaba como supervisor de efectos especiales para Roger Corman, electrificó un brazo artificial de manera muy ingeniosa, lo que le valió para ser contratado como director para Piraña 2, pero la experiencia fue desastrosa y Cameron fue despedido cuando llevaba tres semanas de rodaje. Aun así, pueden percibirse en la película algunos motivos propios de Cameron, como el pecio bajo el mar.

### The Terminator

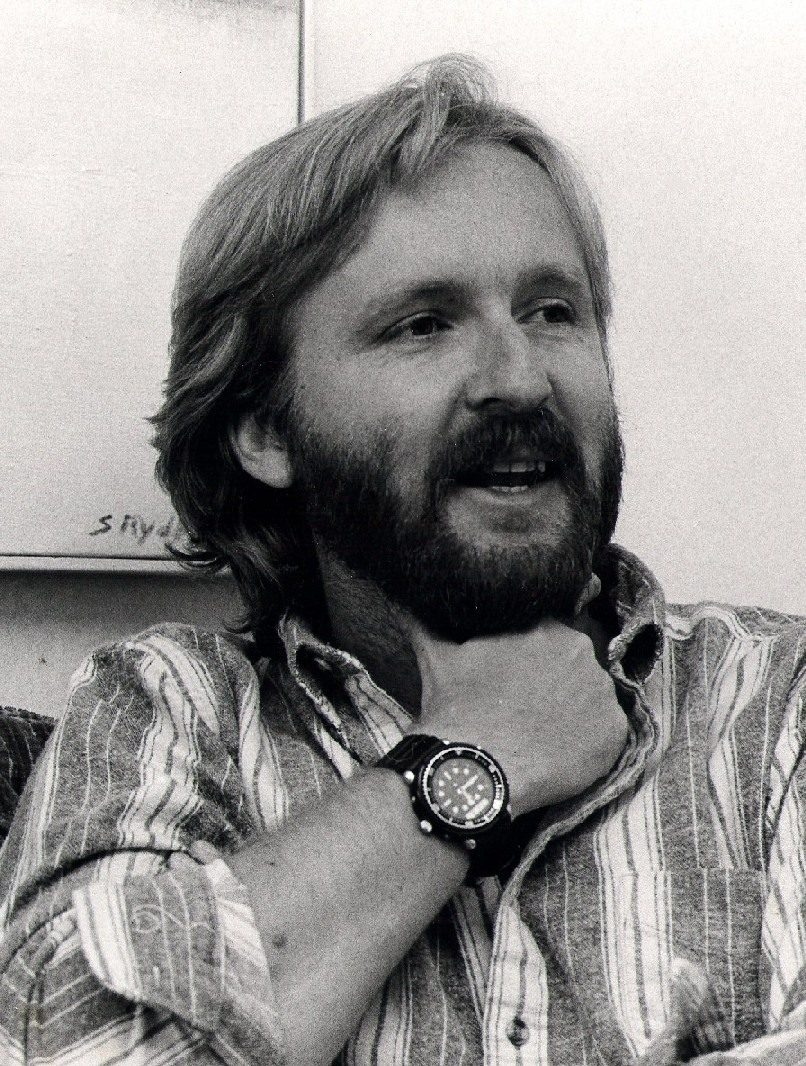
Cameron en septiembre de 1986.

Cameron pronto ganó fama como un guionista hábil. Fue tan así que le contrataron para escribir el guion de dos secuelas: Rambo: First Blood Part II y Aliens. Mientras, él se dedicaba a escribir la que esperaba que fuera su primera película como director: The Terminator.
Cameron se encontraba en un hotel de Roma con motivo del rodaje de un anuncio comercial, pero una noche sufrió fiebres y mareos. Cuenta cómo en mitad de la noche se despertó y dibujó algo que hoy en día es un icono del cine: un Terminator surgiendo de una bola de fuego. Sabía que después de la primera película nadie le contrataría y que debía escribir un argumento propio para poder ejercer como director. Este fue el germen de su primera película, y una de las más importantes que ha dirigido. En su argumento, ordenadores de última generación tomaban conciencia de sí mismos y decidían el exterminio de la humanidad. Sin embargo, la resistencia humana lograría vencer a las máquinas. No obstante, la inteligencia artificial intentaría cambiar las cosas enviando a un Terminator, una máquina con apariencia humana, hacia el pasado, para asesinar a la madre del futuro líder humano.

### Aliens

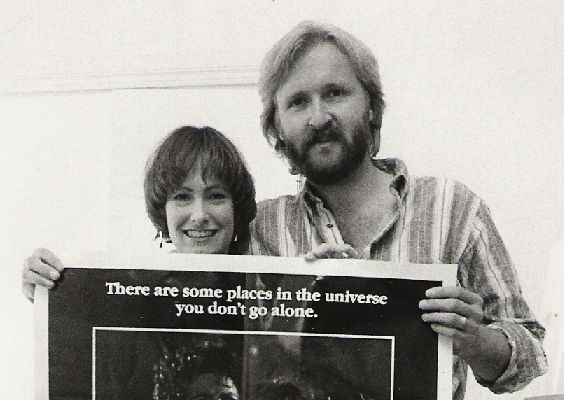
Los productores de Aliens, James Cameron y Gale Ann Hurd.

Antes de estrenar su anterior película, ya había firmado para hacer la segunda parte de Alien, de Ridley Scott. Lejos de conformarse con filmar una copia, continuó indagando y perfeccionando su estilo, construyendo además un coherente mundo de ciencia ficción que englobaba y perfeccionaba el que se había insinuado en la primera película. Y conoció un nuevo éxito de público que le afianzó para dirigir su complejo tercer largometraje.

### The Abyss
Cameron ya había escrito un tratamiento de esta historia en su adolescencia, obsesionado por las profundidades marinas, y ansioso por construir un relato en torno a sus fantasías respecto a ellas. The Abyss es el proyecto más caro de la historia hasta la fecha, y Cameron exigió un esfuerzo casi inhumano a su equipo para lograr terminarla. Tanto es así que su actor principal, Ed Harris, dejó de hablarle.

### Terminator 2
Aceptó dirigir Terminator 2: el juicio final (1991) cuando Mario Kassar lo anunció sorpresivamente en el Festival de Cannes.  La película marcó un punto y aparte en la tecnología de efectos especiales, tanto prácticos como CGI (imágenes generadas por ordenador). Es considerada junto a Parque Jurásico de Spielberg como el punto de partida de la revolución de efectos digitales cinematográficos de la última década del siglo XX.

### True Lies
Su siguiente proyecto, True Lies, fue una comedia, adaptación de una película francesa. Una vez más, superó el presupuesto de su anterior filme para erigirse como película más cara de la historia, y por tercera vez contó con Arnold Schwarzenegger interpretando una parodia de otros agentes secretos.
Antes del estreno de Terminator 2, Schwarzenegger le sugirió a Cameron la idea de hacer una adaptación de la comedia francesa La Totale!. La grabación comenzó después del estreno de Terminator 2, y la historia trata de un espía agente secreto que lleva una doble vida como un hombre casado cuya mujer cree que es un vendedor de ordenadores. Schwarzenegger interpreta a Harry Tasker, un espía encargado de parar un plan terrorista con la intención de atacar a Estados Unidos con armas nucleares. Jamie Lee Curtis y Eliza Dushku interpretan a la familia del personaje, mientras que Tom Arnold es su compañero de espionaje.
La productora de Cameron, Lightstorm Entertainment, firmó con la 20th Century Fox para la producción de True Lies. Producida con un presupuesto de 115 millones de dólares y estrenada en 1994, la película consiguió 146 millones de dólares en América del Norte y 232 millones de dólares en el extranjero. Fue nominada a premio Oscar en la categoría Mejores Efectos Visuales.

### Titanic
En 1997, después de pasar por variadas dificultades y haberse sobrepasado en presupuesto, Cameron estrenó Titanic, basada en el hundimiento del transatlántico homónimo. El argumento se centra en los jóvenes Jack y Rose, cuya historia de amor se trunca por el hundimiento del barco. La película recibió once premios Óscar, entre ellos mejor película y mejor director. 

"La historia no podría haber sido escrita mejor... La yuxtaposición de los ricos y los pobres, los roles del género que duran hasta la muerte (las mujeres primero), el estoicismo y la nobleza de una época pasada, la magnificencia del gran barco igualado en escala por la locura de los hombres que con empeño lo condujeron a la oscuridad. Y encima de todo la lección de que la vida es incierta, el futuro es desconocido... lo impensable es posible"

### Avatar

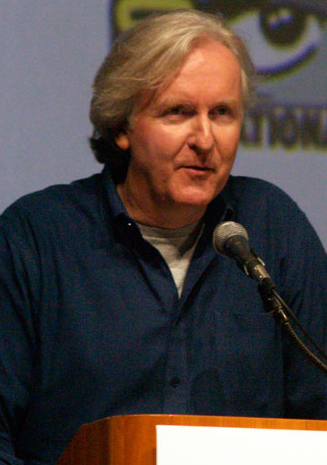
Cameron promocionando Avatar durante la Convención Internacional de Cómics de San Diego de 2009.

En junio de 2005, Cameron anunció que estaba trabajando en un proyecto inicialmente titulado "Proyecto 880" en paralelo con Alita: Battle Angel. Ambas películas iban a ser rodadas en 3D. En diciembre, el director dijo que quería filmar primero Battle Angel, seguido por Avatar. Sin embargo, en febrero de 2006, decidió empezar con Avatar. Mencionó que, si tenían éxito, iniciaría ambas trilogías. 
Cameron había declarado que había escrito el guion de la película en 1995, igualmente ya tenía ideados los diseños de personajes, escenarios y efectos del filme. Sin embargo, no pudo llevar a cabo el proyecto debido a que la tecnología cinematográfica de entonces no estaba a la altura de todo lo que pretendía, por lo que guardó el guion y se centró en Titanic. Sin embargo, en 2005 tras analizar el guion de la película que había tenido guardado por años, decidió finalmente llevar a cabo el proyecto confiando en las nuevas tecnologías del cine de las que sabía que eran viables para realizar la historia. 
Avatar se estrenó en algunos países el 17 de diciembre de 2009 y en otros el 18 de ese mismo mes. Con un presupuesto estimado de 270 millones de dólares, recaudó más de 2700 millones de dólares en todo el mundo, con lo que desplazó a Titanic, que hasta entonces había sido la película más taquillera de la historia y, a su vez, estableció un nuevo récord: fue el primer filme en superar los 2000 millones de dólares y el primero en llegar a esa cantidad en diecisiete días desde su estreno.
Gran parte de su metraje está compuesto por imágenes de animación generadas por ordenador. Después de su reconocimiento de tres premios Óscar indirectamente dirigidos a la parte más artística visualmente, en 2010 decidió reestrenar el filme, pero en esta ocasión con escenas inéditas.
En una entrevista de Los Angeles Times con ocasión del estreno en formato DVD y Blu-Ray, Cameron confirmó una secuela para Avatar decidido después de recapacitar su dirección artística, en 2012 hizo público el estreno de la segunda y tercera parte en un tiempo de seis años, cuya segunda parte se ambientaría en los océanos de Pandora, hogar de los ficticios na'vi.
En 2013 se publicó la noticia de que las secuelas de Avatar no serían dos, sino tres. Llevaban tiempo en realización, pero se fueron retrasando por diversos motivos. La fecha de estreno de la segunda entrega fue en diciembre de 2022.

## Documentales

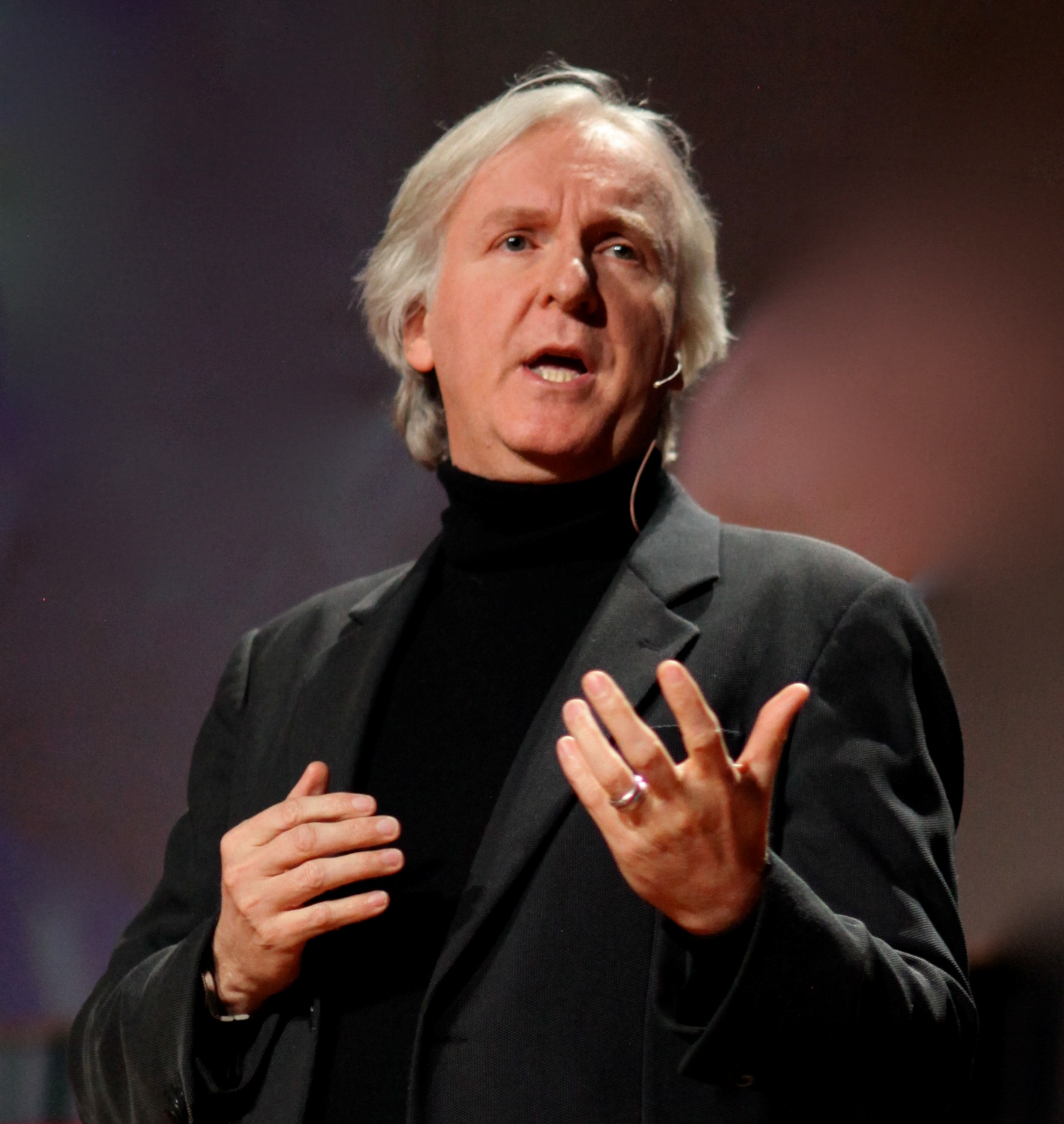
Cameron en 2010.

Los primeros proyectos de Cameron en esta década, en cine, han incluido los documentales submarinos sobre el final del acorazado alemán Bismarck (Expedition: Bismarck, 2002), Ghosts of the Abyss y un documental sobre la fauna marina de las grandes profundidades, Aliens of the Deep. También fue productor en la nueva versión de Solaris.
Cameron es el principal impulsor del 3D en salas comerciales. En una entrevista en 2003 sobre su documental Ghosts of the Abyss, mencionó que "voy a hacer todo lo posible en 3D a partir de ahora". Planea crear un proyecto de 3D sobre el primer viaje a Marte. ("He estado muy interesado en el movimiento de los seres humanos a Marte-la 'Mars Underground'-y he hecho una cantidad tremenda de investigación personal para una novela, una miniserie y una película 3-D".) Es en el equipo de la ciencia para el 2009 Mars Science Laboratory.
El 26 de febrero de 2007 anunció que, junto con su director, Simcha Jacobovici, habían documentado el descubrimiento de la tumba de Talpiot, que se supone que es la tumba de Jesús. Descubierta en 1980 por obreros de la construcción de Israel, los nombres de la tumba tienen correlación con los nombres de Jesús y varias personas estrechamente asociadas con él. Cameron se basa además en las pruebas de ADN, las evidencias arqueológicas, y estudios bíblicos para respaldar su reclamo. El documental, llamado La tumba perdida de Jesús, fue transmitido por Discovery Channel el 4 de marzo de 2007.
El 26 de marzo de 2012, descendió a una profundidad de casi 11 km en el mar, justo en la fosa de las Marianas, donde llegó a las 2 horas y 36 minutos dentro del submarino Deepsea Challenger, en un proyecto personal en colaboración con la NASA y el National Geographic, donde ha rodado varias películas en 2D y 3D para unos documentales.
En 2016 produjo un documental sobre la Atlántida para National Geographic Channel que ha sido rodado en varios lugares del Mediterráneo (Grecia, Cerdeña, Malta, Santorini), España (Cádiz, Huelva, Sevilla, Jaén, Ciudad Real, Badajoz, y sitios bajo el mar en el golfo de Cádiz) y las Azores. El documental Atlantis Rising se estrenó el 29 de enero de 2017 en National Geographic Channel (EE. UU.) y en National Geographic España como El resurgir de la Atlántida el 5 de marzo de 2017.
El 30 de abril de 2018 estrenó en AMC el primero de los seis episodios de la serie documental La historia de la ciencia ficción, donde explora el género junto con algunos de sus pioneros y referentes.

## Ingresos por sus películas

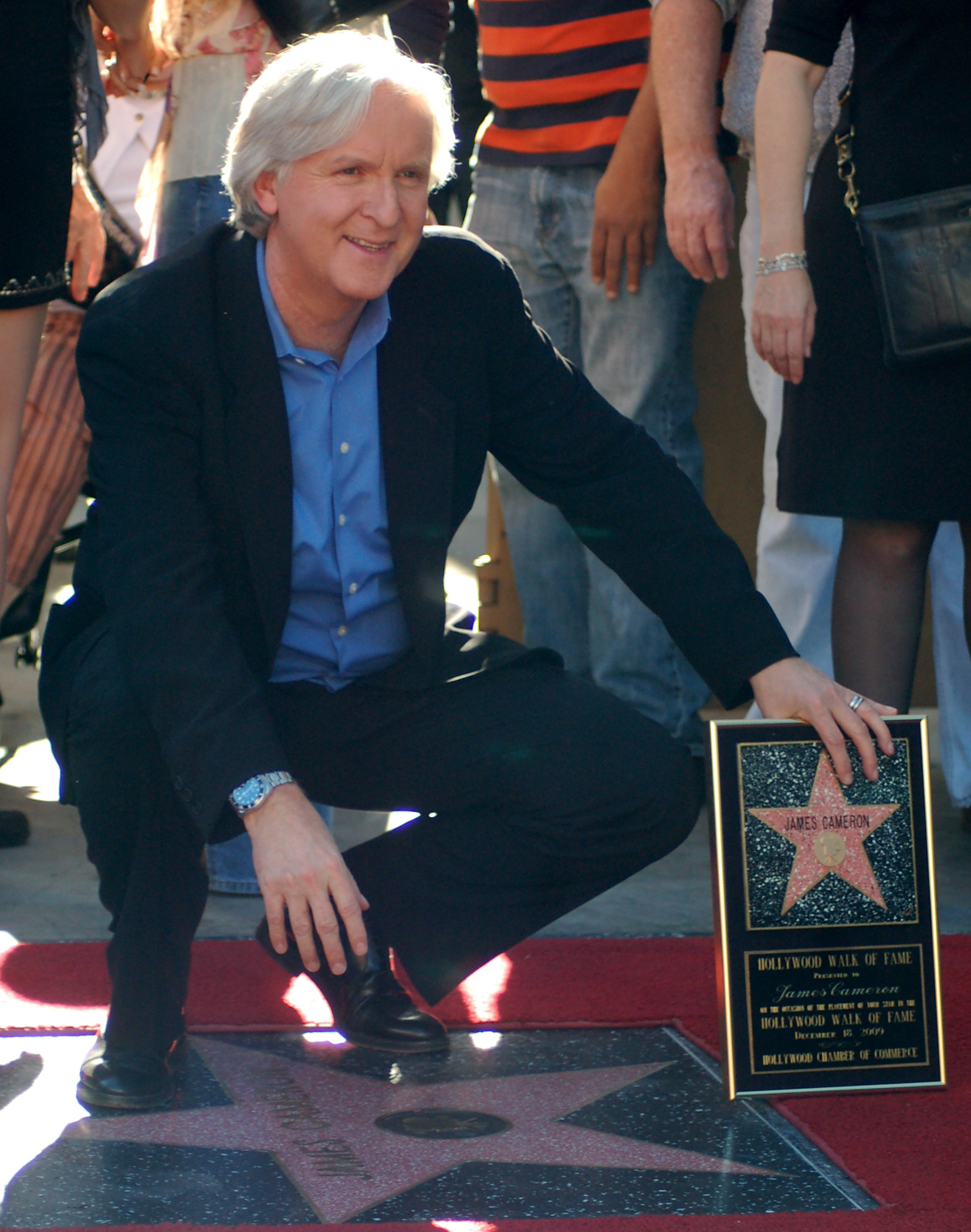
Cameron recibiendo una estrella en el Paseo de la Fama de Hollywood en diciembre de 2009

Según la lista de los Top 40 de Hollywood publicada por Vanity Fair, Cameron ganó alrededor de 257 millones de dólares estadounidenses en 2010 por sus películas, lo que lo situó en el primer lugar.

## Personalidad
Cameron tiene fama de ser muy exigente con sus actores, y llevarlos hasta casi el límite de sus capacidades.
Su pasión por su trabajo como cineasta y documentalista le ha empujado a visitar el RMS Titanic y los restos del acorazado Bismarck en las profundidades del Océano Atlántico. 
Empujado por sus inquietudes conservacionistas, Cameron envió una carta al presidente brasileño Lula da Silva para pedirle que no construyese una central hidroeléctrica que proyectaba en el Amazonas.
Cameron se consideró un tiempo agnóstico, pero más tarde reconoció su ateísmo.
En diversas entrevistas, ha nombrado a Stanley Kubrick, George Lucas, Steven Spielberg, Ridley Scott, entre otros; como los cineastas más influyentes que ha tenido a lo largo de su carrera.

### Casos legales
En 1999 cocreó la serie Dark Angel. Esta serie recibió una demanda por parte de Carlos Trillo y Carlos Meglia hacia Cameron y Fox, los cuales crearon Cybersix, una historieta argentina antecesora que tenía una cantidad ridícula de similitudes. El mismo no pudo ser concluido, según explicó Trillo, debido a que él y Meglia no poseían los recursos económicos necesarios para llevar a cabo el litigio en Los Ángeles.
En junio de 2013, el artista plástico y diseñador Roger Dean emprendió acciones legales en Nueva York contra Cameron, a quien acusó por la "copia deliberada, diseminación y explotación" de sus imágenes originales en Avatar. Dean demandó daños por 50 millones de dólares.

## Filmografía

### Películas destacadas
| Año  | Trabajo                          | Notas                           |
| ---- | -------------------------------- | ------------------------------- |
| 1980 | Los siete magníficos del espacio | Director artístico              |
| 1981 | Escape from New York             | Efectos visuales                |
| 1981 | Piraña II: los vampiros del mar  | Director                        |
| 1981 | La galaxia del terror            | Diseño de producción            |
| 1984 | The Terminator                   | Director y guionista            |
| 1985 | Rambo: First Blood Part II       | Guionista                       |
| 1986 | Aliens                           | Director y guionista            |
| 1989 | The Abyss                        | Director y guionista            |
| 1991 | Terminator 2: el juicio final    | Director y guionista            |
| 1994 | True Lies                        | Director y guionista            |
| 1995 | Días extraños                    | Guionista                       |
| 1997 | Titanic                          | Director, productor y guionista |
| 2002 | Solaris                          | Productor                       |
| 2009 | Avatar                           | Director, productor y guionista |
| 2011 | Sanctum                          | Productor ejecutivo             |
| 2012 | Circo del Sol: Mundos Lejanos    | Productor ejecutivo             |
| 2016 | The Dive                         | Productor                       |
| 2019 | Alita: Battle Angel              | Productor y guionista           |
| 2019 | Terminator: Dark Fate            | Productor                       |
| 2022 | Avatar: The Way of Water         | Director, productor y guionista |

### Documentales
| Año  | Trabajo                              | Notas                                    |
| ---- | ------------------------------------ | ---------------------------------------- |
| 2002 | James Cameron's Expedition: Bismarck | Codirector y productor                   |
| 2003 | Misterios del Titanic                | Director y productor                     |
| 2005 | Aliens of the Deep                   | Director, productor ejecutivo y narrador |
| 2006 | El éxodo descodificado               | Productor ejecutivo y narrador           |
| 2007 | La tumba perdida de Jesús            | Productor                                |
| 2017 | El resurgir de la Atlántida          | Productor ejecutivo y presentador        |

### Series de TV
| Año  | Trabajo    | Notas    |
| ---- | ---------- | -------- |
| 2000 | Dark Angel | Director |

## Premios y distinciones
Premios Óscar
| Año  | Categoría      | Película                 | Resultado |
| ---- | -------------- | ------------------------ | --------- |
| 1998 | Mejor película | Titanic                  | Ganador   |
| 1998 | Mejor director | Titanic                  | Ganador   |
| 1998 | Mejor montaje  | Titanic                  | Ganador   |
| 2010 | Mejor película | Avatar                   | Nominado  |
| 2010 | Mejor director | Avatar                   | Nominado  |
| 2010 | Mejor montaje  | Avatar                   | Nominado  |
| 2023 | Mejor película | Avatar: The Way of Water | Nominado  |

Premios BAFTA
| Año  | Categoría      | Película | Resultado |
| ---- | -------------- | -------- | --------- |
| 1997 | Mejor película | Titanic  | Nominado  |
| 1997 | Mejor director | Titanic  | Nominado  |
| 1997 | Mejor montaje  | Titanic  | Nominado  |
| 2009 | Mejor película | Avatar   | Nominado  |
| 2009 | Mejor director | Avatar   | Nominado  |
| 2009 | Mejor montaje  | Avatar   | Nominado  |

Globo de Oro
| Año  | Categoría                | Película | Resultado |
| ---- | ------------------------ | -------- | --------- |
| 1997 | Mejor película dramática | Titanic  | Ganador   |
| 1997 | Mejor director           | Titanic  | Ganador   |
| 1997 | Mejor guion              | Titanic  | Nominado  |
| 2009 | Mejor película dramática | Avatar   | Ganador   |
| 2009 | Mejor director           | Avatar   | Ganador   |